# Jan Dalhuisen
Jan Hendrik Dalhuisen (Dalfsen, 19 juli 1943) is een Nederlandse rechtswetenschapper die zich voornamelijk bezighoudt met het commerciële privaatrecht.
Dalhuisen was hoogleraar internationaal commercieel recht aan de Universiteit Utrecht (1990-1996), Professor of Law aan het King’s College London (1996 tot aan emeritaat in 2018), Visiting Professor of Law aan UC Berkeley (1998-2023) en Chair Transnational Finance in Lissabon (2008 tot aan emeritaat in 2023). 
Daarnaast bekleedde hij gasthoogleraarschappen te Moskou (MGIMO, 1998); Sydney (University of New South Wales Sydney, 2001-2004), Peking (Tsinghua-universiteit, 2004-2005), Istanbul (Yeditipe Istanbul, 2006) Hong Kong (University of Hong Kong (2008), Singapore (University of Singapore, 2016); Tel Aviv (Universiteit van Tel Aviv, 2017 en New Delhi (Jindal University New Delhi, 2020). Dalhuisen is correspondent voor de Koninklijke Nederlandse Academie van Wetenschappen (1985-heden).
- Bibsys: 90371898
- Bibliothèque nationale de France: cb12148905k (data)
- CiNii: DA04669185
- Gemeinsame Normdatei: 1045212563
- International Standard Name Identifier: 0000 0001 2140 1282
- Library of Congress Control Number: n80080284
- Nationale Bibliotheek van Tsjechië: jo2012728558
- Nationale Bibliotheek van Israël: 987007432699805171
- Nederlandse Thesaurus van Auteursnamen: 073004243
- Système universitaire de documentation: 058842586
- Virtual International Authority File: 76353784